# Zsemleszínű fakógomba
A zsemleszínű fakógomba (Hebeloma crustuliniforme) a Hymenogastraceae családba tartozó, lombos- és tűlevelű erdőkben élő, mérgező gombafaj.

## Megjelenése
A zsemleszínű fakógomba kalapja 3-11 cm széles, fiatalon domború, majd széles domborúan, széles harangszerűen kiterül, idősen lapos is lehet. Közepén néha tompa púpos. Széle sokáig begöngyölt  marad. Felszíne sima, nedves időben nyálkás-síkos. Színe krémszín, szürkés bézs, halvány barnássárga; a széle gyakran világosabb.
Húsa vastag, színe fehéres. Szaga és íze retekszerű, illetve keserű is lehet.   
Sűrű lemezei tönkhöz nőttek vagy enyhén felkanyarodók. Színük fiatalon halvány krémszínű, esetleg ibolyás árnyalattal, a spórák érésével barnásak lesznek. Élükön fiatalon vízszerű guttációs cseppeket izzadnak ki, melyek kiszáradva barna pettyként maradnak meg.
Tönkje 4-13 cm magas és 0,5-1,5 cm  vastag. Alakja hengeres, a töve kissé duzzadt. Színe fehér alapon fehéresen gyapjas- szálas. Tövéhez fehér gyökérszerű rizomorfok kapcsolódhatnak. 
Spórapora barna. Spórája mandula vagy citrom alakú, finoman szemölcsös, mérete 9-13 x 5-7,5 µm.

### Hasonló fajok
A szintén mérgező retekszagú fakógomba hasonlít hozzá. 

## Elterjedése és élőhelye
Európában és Észak-Amerikában honos. Magyarországon gyakori. Lombos és fenyőerdőkben található meg, olykor boszorkánykörben vagy ívben nő. Júliustól októberig terem.
Mérgező, közepes vagy súlyos emésztőszervi tüneteket okoz.

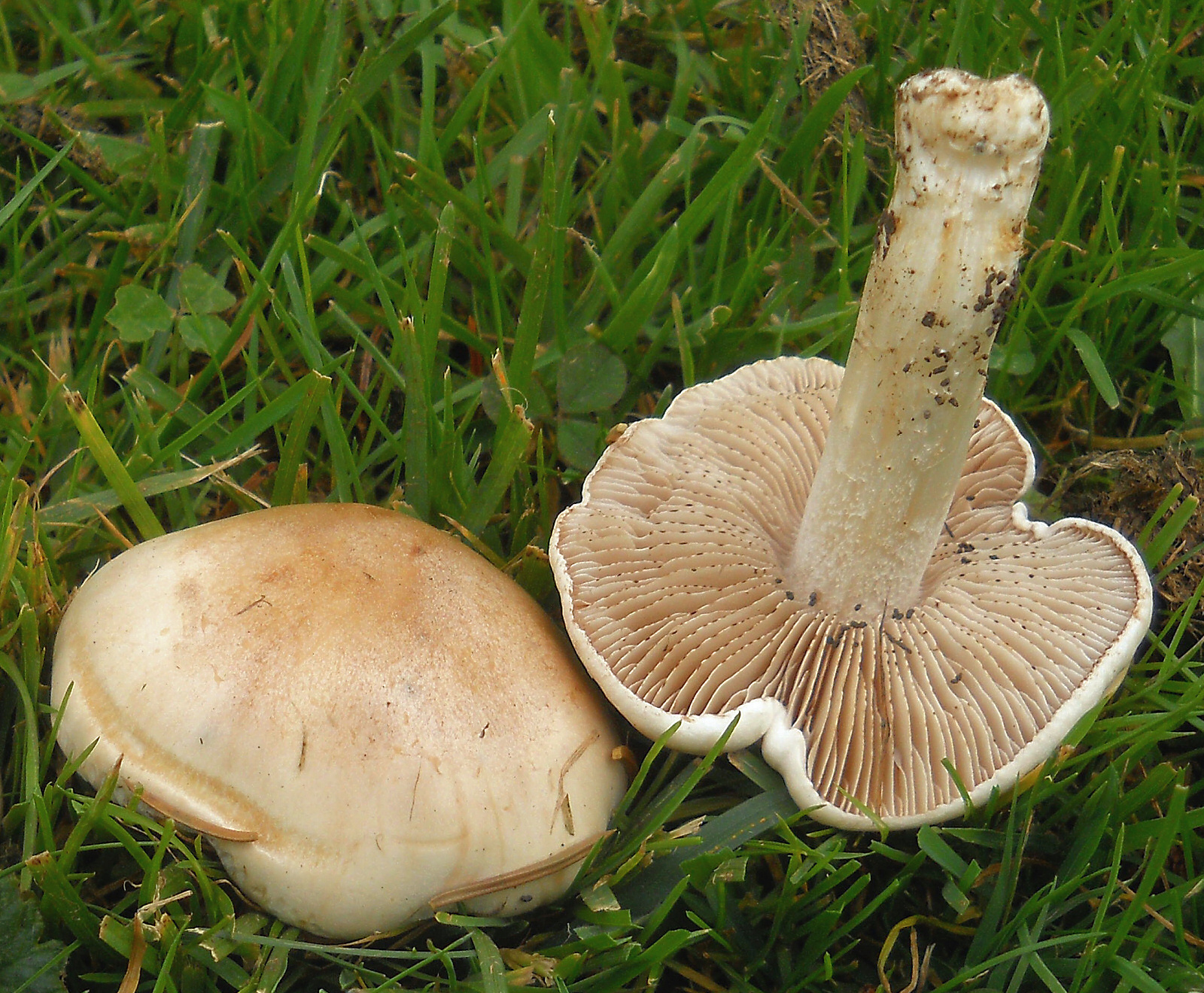
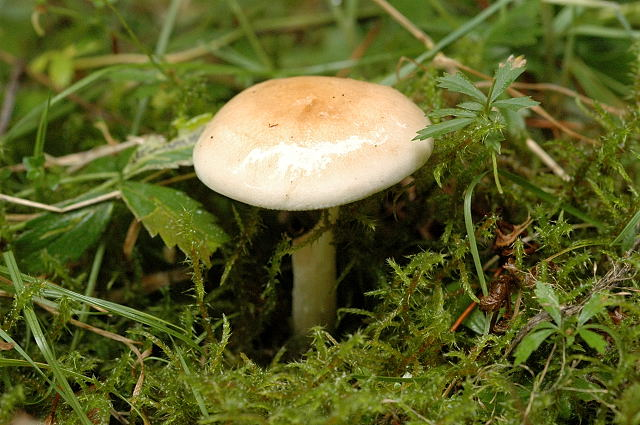
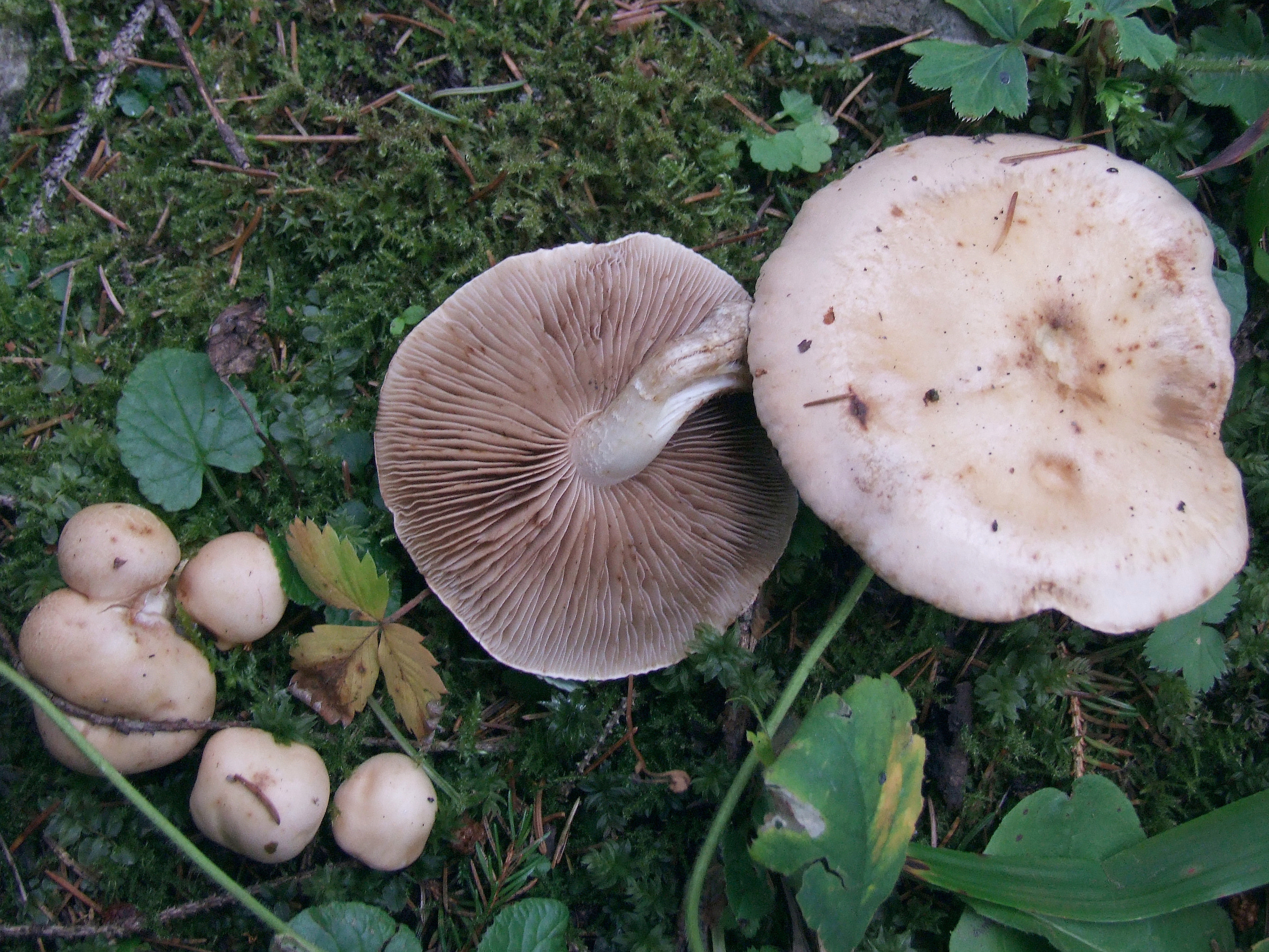
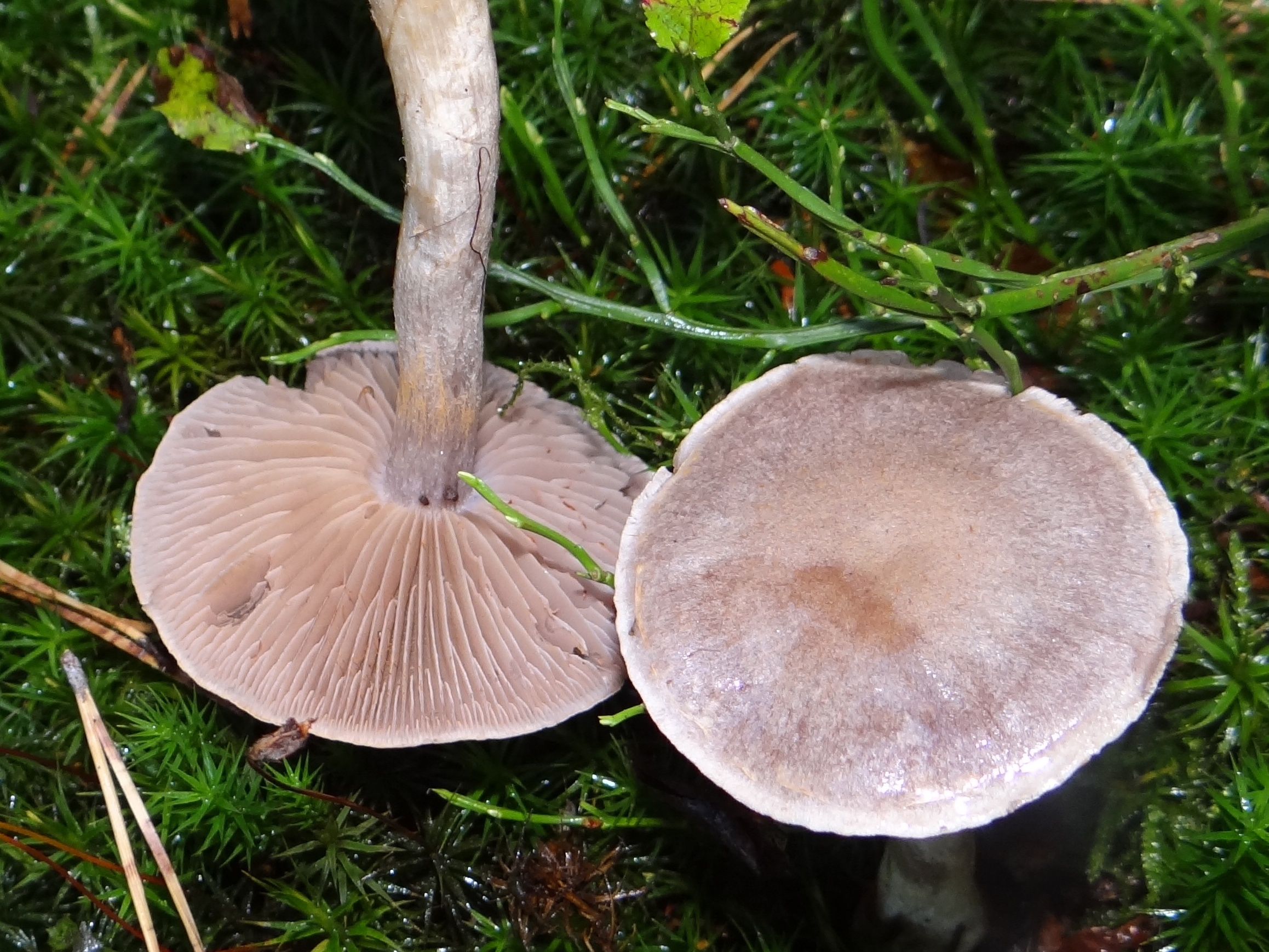
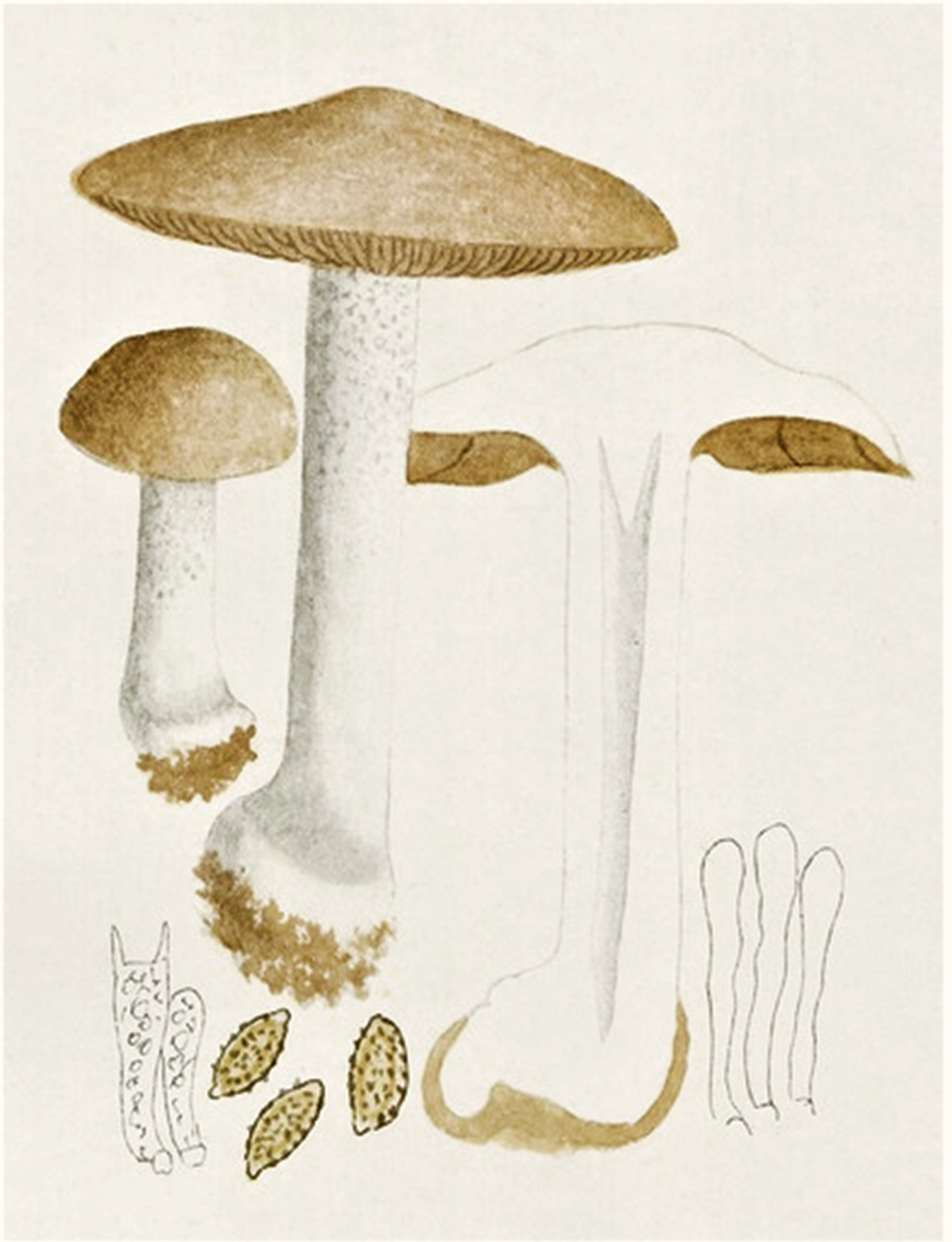